# Bantamvikt
Bantamvikt är en viktklass inom flera idrotter, bland annat boxning. Amatörboxare i bantamvikt får väga som mest 54 kilo (damer) respektive 56 kilo (herrar). För proffsboxare är maxvikten 53,5 kilo. För MMA-utövare i UFC är maxvikten 61,3 kg.
Inom brottning infördes klassen bantamvikt vid olympiska spelen 1904 i fristil med en övre gräns på 125 lbs (cirka 56,7 kg) och 1908 var gränsen 54 kg (endast grekisk-romersk stil). Klassen utgick  1912 och  1920, men återinfördes  1924 och gränsen var då upp till 56 kg i fristil och upp till 58 kg i grekisk romersk stil. 1932 sänktes gränsen i grekisk-romersk still så att båda stilarna hade 56 kg som övre gräns, vilken höjdes till 57 kg 1948. År 2000 sänktes gränsen till 54 kg och 2004 utgick beteckningen (samtidigt som fjäderviktsgränsen sänktes från 58 till 55 kg). Inom svensk brottning infördes bantamvikt vid svenska mästerskapen 1919, från 1919 var övre gränsen 58 kg, från 1930 56 kg och från 1947 (då flugvikt, max 52 kg, infördes under bantamvikt) till 1981 57 kg i grekisk-romersk stil.
Namnet på viktklassen kommer från bantamtuppar som använts i tuppfäktningar.